# Кокама
Кока́ма (ісп. cocama, kokama) — індіанський народ мовної сім'ї тупі-гуарані. Відомі також під назвами: кокамілья (cocamilla), укаялі (ucayali), ксібітаоан (xibitaoan), уальяга (huallaga), пампадеке (pampadeque), пандекебо (pandequebo).
Територія проживання — нижні течії річок Укаялі, Мараньйон та Уайяґа в Перу. Невеликі групи є також в нижній течії річки Путумайо в Колумбії та в сусідній регіонах Бразилії — штаті Амазонас. Споріднені з народом омагуа.
Чисельність населення становить 15 тис. осіб (2001; 20 тис. в 1970). Існує 411 племінних етносів, 341 з яких живуть в Перу, 50 — в Бразилії та 20 — в Колумбії.
Традиційне заняття — рибальство, збирання черепашачих яєць, землеробство.
Племінна організація у кокама не збереглась. Більша їх частина працює на господарства перуанців на річках Укаялі та Амазонка, на лісозаготівлях та збиранні каучуку.
Мова — кокама, належить до групи тупі мовної сім'ї тупі-гуарані. Більшість розмовляють на іспанській та португальській. Досить низький рівень грамотності — 3 % мовою кокама та 50 % іспанською. Сучасна мова використовує латинський алфавіт. На мову кокама перекладено біблію.